# Candia (New Hampshire)
Pour les articles homonymes, voir Candia.
Candia est une municipalité américaine située dans le comté de Rockingham au New Hampshire. Selon le recensement de 2010, sa population est de 3 909 habitants.

## Géographie
La municipalité s'étend sur 30,57 milles carrés (79,18 km2), dont 0,24 milles carrés (0,62 km2) d'étendues d'eau.

## Histoire
La localité de Charmingfare est fondée en 1748 sur le territoire de Chester. Elle devient une municipalité indépendante en 1763 et adopte le nom de Candia. Le gouverneur Benning Wentworth aurait choisi ce nom en référence à la ville grecque de Candia.